# Aare Seeland mobil
Die Aare Seeland mobil AG (asm oder asmobil) mit Sitz in Langenthal ist ein Verkehrsunternehmen in der Schweiz. Es entstand 1999 durch die Fusion der Regionalverkehr Oberaargau (RVO), der Solothurn-Niederbipp-Bahn (SNB), der Biel-Täuffelen-Ins-Bahn (BTI) und der Oberaargauischen Automobilkurse (OAK).

## Geschichte

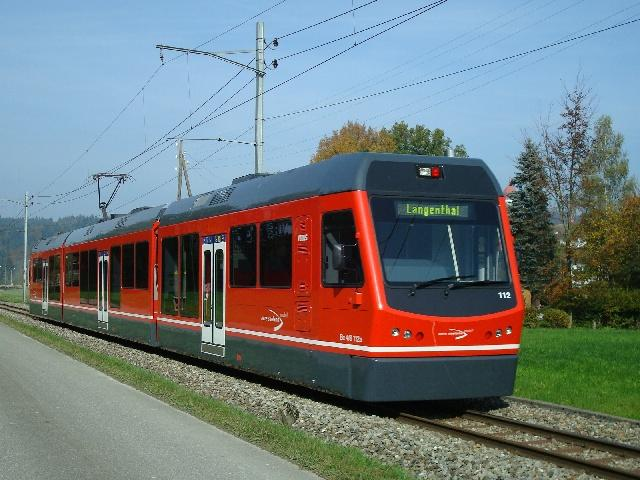
Gelenktriebzug Be 4/8 112 Venus bei St. Urban

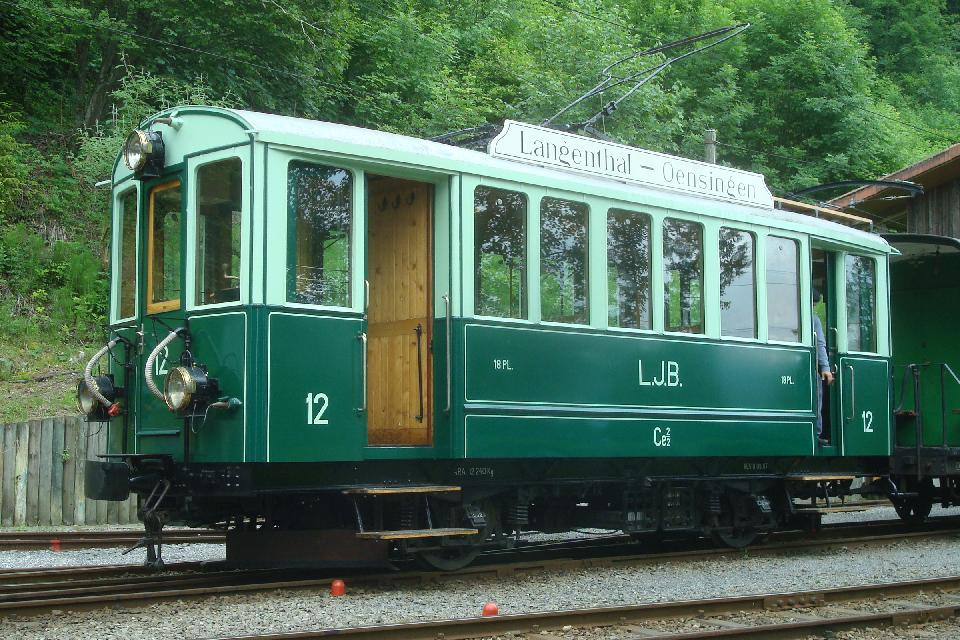
Ce 2/2 12 der ehemaligen Langenthal-Jura-Bahn (LJB), bei der Museumsbahn Blonay-Chamby (BC) im Frühling 2010

Logo der BSG

Dem rechtlichen Zusammenschluss von Verkehrsunternehmen unter der «Aare Seeland mobil AG» gingen lange zuvor bereits Betriebsvereinbarungen zwischen einzelnen Unternehmen voraus. Die Langenthal-Jura-Bahn (LJB) wurde 1907 eröffnet und versah auch die Betriebsführung der 1917 eröffneten Langenthal-Melchnau-Bahn (LMB). Auch die 1918 eröffnete Solothurn-Niederbipp-Bahn (SNB) vereinbarte umgehend eine Zusammenarbeit mit der LJB. Die LJB und die LMB fusionierten 1958 rechtlich miteinander zu den Oberaargau-Jura-Bahnen (OJB) – faktisch war man schon lange zuvor ein einziges Unternehmen. Die Zusammenarbeit mit der SNB wurde vertieft und auch die technisch isolierte Biel-Täuffelen-Ins-Bahn (BTI) ging 1960 eine Kooperation mit den beiden Unternehmen ein.
Die Zusammenarbeit wurde am 5. April 1984 auf eine neue Grundlage gestellt, als ein vertragliches Abkommen für eine Betriebsgemeinschaft unter dem Namen Oberaargau-Solothurn-Seeland-Transport (OSST) zwischen OJB, SNB, BTI, den Oberaargauischen Automobilkursen (OAK), der Ligerz-Tessenberg-Bahn (LTB) und der Bielersee-Schifffahrts-Gesellschaft (BSG) abgeschlossen wurde. Die auf vertraglicher Basis entstandene OSST wurde zur faktischen Vorläuferin des auf gesellschaftsrechtlicher Basis unter dem Namen Aare Seeland mobil AG (asm) vollzogenen Zusammenschlusses. Vor der Fusion änderte die OJB per 2. Juli 1990 ihren Namen – ein letztes Mal – kurzzeitig noch in «Regionalverkehr Oberaargau AG (RVO)».
Im Jahre 1999 fusionierten RVO, SNB, BTI und OAK rückwirkend per 1. Januar 1999 zu einer einzigen Aktiengesellschaft, die üblicherweise unter dem Namen «Aare Seeland mobil» (asm) auftritt. Die OSST-Partnerin LTB wurde 2003 ebenfalls in die asm einfusioniert, rückwirkend per 1. Januar 2003.
Kooperationspartnerin der asm geblieben ist die BSG, die weiterhin ein rechtlich selbständiges Unternehmen ist.
Kurz vor dem Bahnhof Lüscherz kam es am 31. März 2023 zu einer Entgleisung mit drei Verletzten. Als Ursache werden sehr starke Windböen vermutet. Später am selben Tag meldete auch der Regionalverkehr Bern–Solothurn ein vergleichbares Ereignis.

## Unternehmensform
Rechtlich betrachtet handelt es sich bei der «Aare Seeland Mobil AG» um die «Regionalverkehr Oberaargau AG (RVO)» (davor «Oberaargau-Jura-Bahnen (OJB) (Melchnau-Langenthal-Niederbipp)»), deren Aktienkapital für die Übernahme der Fusionsgesellschaften erhöht wurde. Die Kapitalerhöhung und die Namensänderung wurden am 28. Juni mit Eintragung im Handelsregister rechtskräftig und rückwirkend per 1. Januar 1999 wirksam. Übernommen wurden die «Solothurn-Niederbipp-Bahn (SNB)» in Solothurn, die «Biel-Täuffelen-Ins-Bahn AG» in Täuffelen und die «Oberaargauische Automobilkurse AG (OAK)» in Wangen an der Aare – diese drei Aktiengesellschaften wurden mit der Fusion inaktiv und im Januar 2003 in den jeweiligen Handelsregistern gelöscht.
Eine weitere Kapitalerhöhung wurde am 2. Juli 2003 mit Eintragung im Handelsregister rechtskräftig, im Rahmen welcher die «Ligerz-Tessenberg-Bahn AG (LTB)» in Ligerz rückwirkend per 1. Januar von der asm übernommen wurde.

## Bahnhöfe, Haltepunkte und Bauwerke

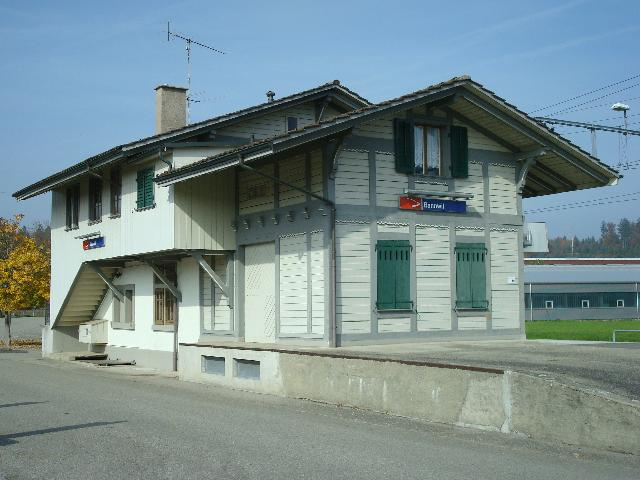
Historisches Stationsgebäude Bannwil von 1907

Im Gegensatz zum kaum vorhandenen historischen Rollmaterial – ein liebevoll restauriertes Fahrzeug, der Motorwagen Ce 2/2 12 der ehemalige Langenthal Jura Bahn (LJB) befindet sich bei der Museumsbahn Blonay–Chamby – schaut die Aare Seeland mobil, wie andere ähnlich gelagerte Verkehrsbetriebe, vorbildlich zur historischen Substanz der Bauwerke.
Während einzelne betrieblich nicht mehr notwendige Bauten, so die Stationen Untersteckholz und Melchnau, an Private verkauft wurden, sind die Stationsgebäude von Aarwangen, Bannwil und die Talstation der mitbetriebenen Ligerz-Tessenberg-Bahn (LTB) wie auch die Originalbauten des Depot Langenthal sorgfältig restauriert worden.
Der ehemaligen Station Untersteckholz wurde – mit Unterstützung der Aare Seeland mobil – von Studenten der Hochschule für Gestaltung und Kunst Zürich im Jahre 2005 ein ungewöhnliches Denkmal in Form eines Kurzfilmes gesetzt. Der Kurzfilm hatte – anlässlich eines Festes – seine Erstaufführung in Untersteckholz auf dem ehemaligen Stationsareal.

## Fernsteuer- und Reisezentren
Das Fernsteuerzentrum für die Region Oberaargau aber auch für das Seeland befindet sich zusammen mit einem Reisezentrum mit bedientem Schalter im Bahnhof Niederbipp. Weitere Reisezentren befinden sich unter anderen etwa im Choufhüsi in Langenthal, beim Bahnhof in Täuffelen und in Nidau.

## Betrieb

### Bahnbetrieb

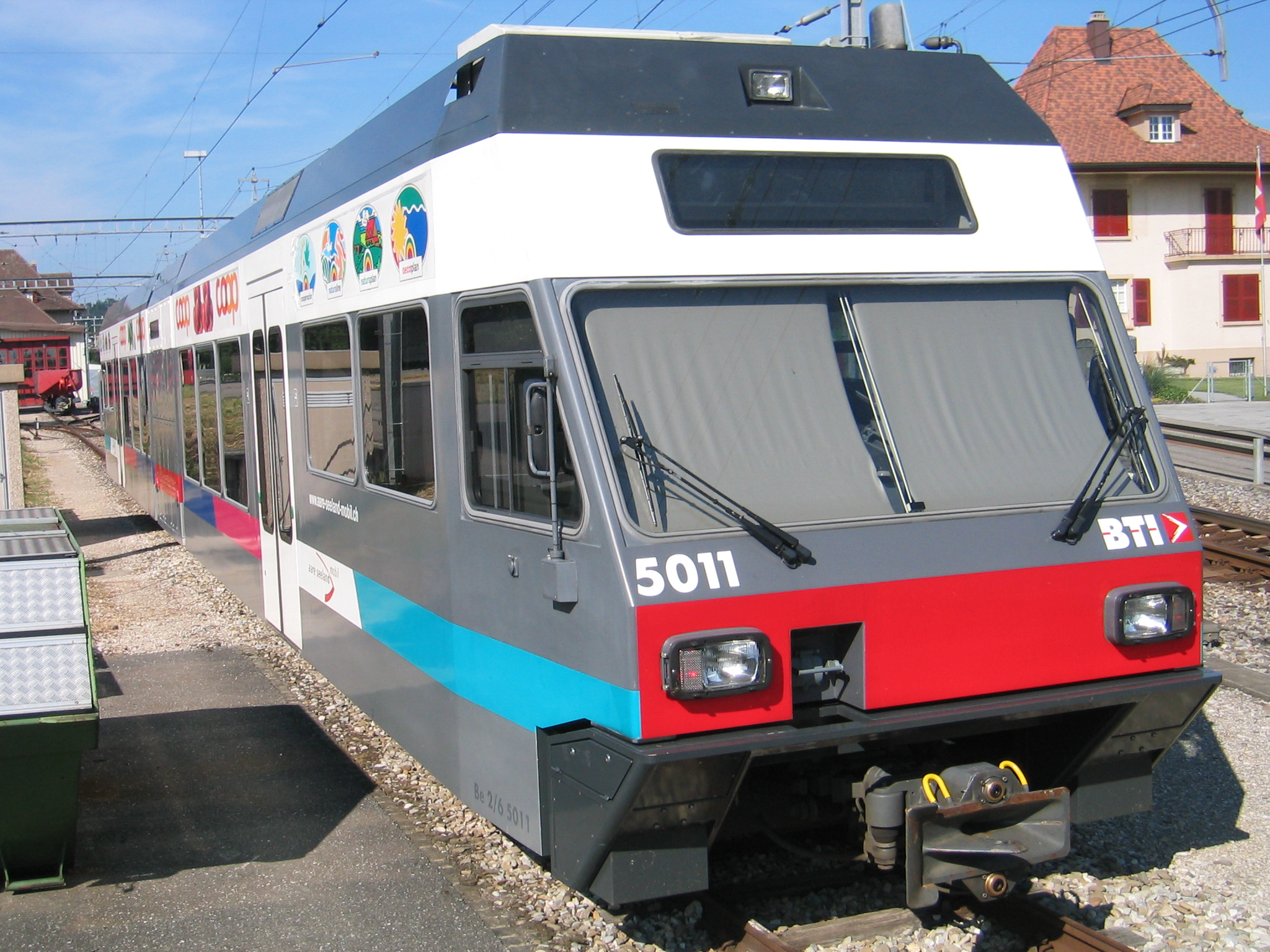
Gelenktriebzug Be 2/6 5011 in Täuffelen

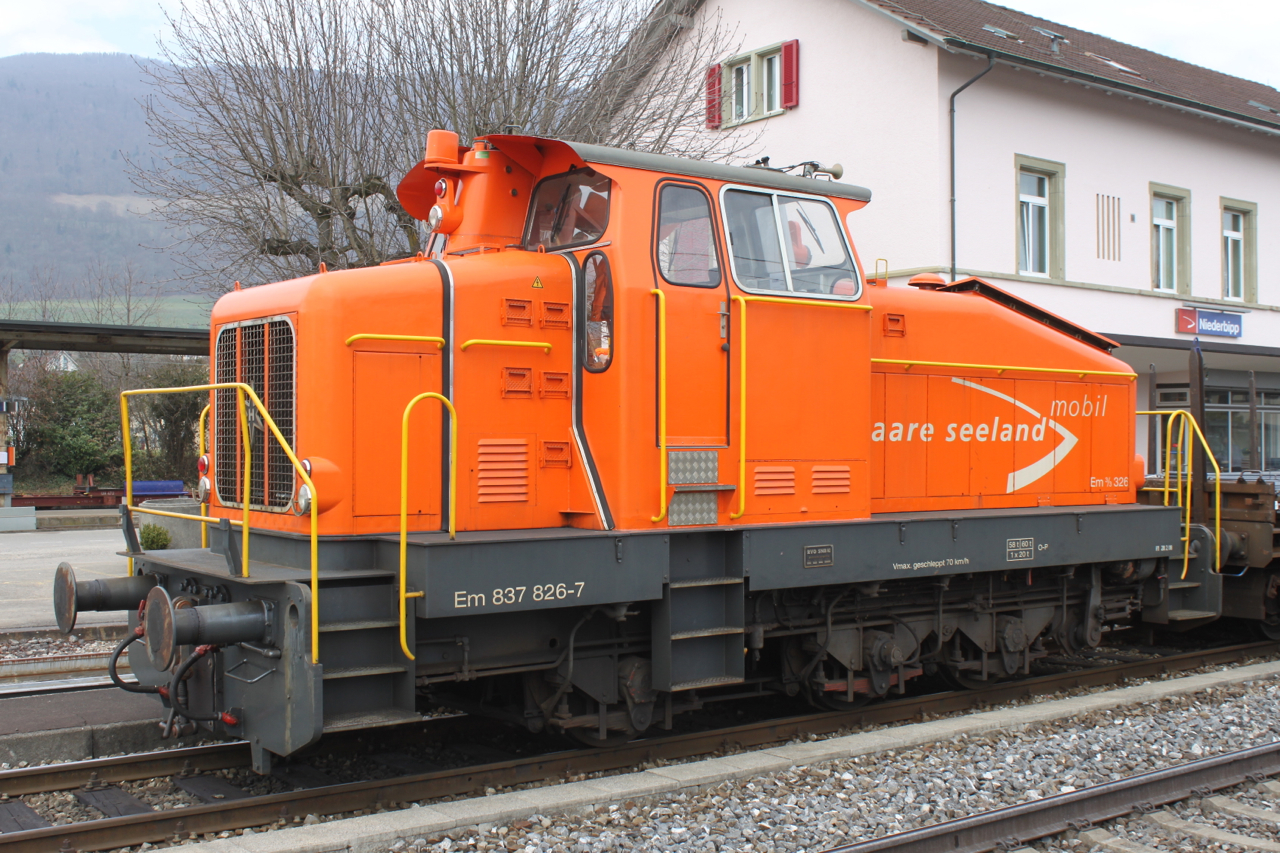
Normalspurige Em 837 826
(Typ Henschel DHG 500 C) in Niederbipp, 2010

Der älteste Geschäftsbereich der asm geht auf ursprünglich vier Bahngesellschaften mit jeweils einer eigenen Stammstrecke zurück. Addiert messen diese vier Strecken 57,76 km. Heute gibt es zwei isolierte Teilnetze, die von jeweils einer Verkehrslinie bedient werden können.
Die Strecken der vormaligen OJB – ursprünglich LJB und LMB – und der SNB kommen auf eine Länge von 33,2 km von St. Urban über Langenthal, Niederbipp und Oensingen nach Solothurn.
Die Strecke ist durchgehend mit 1200 Volt Gleichstrom elektrifiziert und bedingt zwei Richtungswechsel (Langenthal und Oensingen), wobei die Abschnitte Langenthal–Gaswerk (1,10 km) und Niederbipp–Oensingen (1,8 km) doppelt befahren werden müssen.
Auf dem 5,16 km langen Abschnitt St. Urban Ziegelei–Melchnau ist der Personenverkehr seit 1982 eingestellt.
Die Strecke von Niederbipp nach Oensingen wurde im Jahr 2012 eröffnet, nachdem bereits zwischen 1907 und 1943 Züge der LJB zwischen diesen Ortschaften verkehrten.
Die Strecke der vormaligen BTI ist isoliert und misst 21,19 km von Biel über Täuffelen und Siselen nach Ins; sie ist durchgehend mit 1300 Volt Gleichstrom elektrifiziert und in voller Länge in Betrieb.

### Busbetrieb
Der Geschäftsbereich Bus der asm geht im Wesentlichen auf die OAK zurück. Kernstück sind Buslinien in der Umgebung Langenthal – Herzogenbuchsee – Wangen an der Aare (ehemaliger Sitz der OAK) - Wiedlisbach, wobei auch der Stadtbus Langenthal von der asm betrieben wird. Ab Dezember 2008 wurde zudem eine Buslinie Niederbipp-Oensingen geführt, welche als Vorgänger zur Verlängerung der Schmalspurbahnlinie nach Oensingen zu verstehen war. Seit Dezember 2009 existiert zudem die Buslinie Biel - Meinisberg, die vom BGU übernommen wurde. Auf der BSU-Linie Herzogenbuchsee - Solothurn verkehren ebenfalls vermehrt asm-Fahrzeuge in Form von Gelenkbussen. Per Fahrplanwechsel im Dezember 2020 hat die asm weitere Buslinien im Raum Biel/Bienne übernommen, die vorher von den VB sowie PostAuto betrieben wurden.
Im Einsatz stehen rund 37 Wagen, mehrheitlich Standardautobusse der Marke MAN, aber auch einzelne Midi-, Gelenk- und Kleinbusse.

#### Buslinien
| 5  | Herzogenbuchsee - Aeschi - Horriwil - Solothurn Hauptbahnhof - Solothurn Brühl                                                                          |
| 7  | Herzogenbuchsee - Röthenbach - Aeschi - Horriwil - Solothurn Hauptbahnhof - Solothurn Brühl                                                             |
| 12 | Brügg BE - Biel/Bienne Bözingenfeld/Champs-de-Boujean                                                                                                   |
| 51 | Melchnau - Langenthal - Bützberg - Herzogenbuchsee - Röthenbach - Wangen a.d. Aare                                                                      |
| 52 | Thunstetten - Langenthal - Bleienbach - Thörigen - Bettenhausen - Bollodingen - Herzogenbuchsee                                                         |
| 54 | Herzogenbuchsee - Grasswil - Riedtwil - Wynigen |
| 58 | Wangen a.d. Aare - Wiedlisbach - Rumisberg - Farnern |
| 63 | Langenthal, Bahnhof - Industrie Nord - Langenthal, Bahnhof - Tell/Kantonalbank - Spital - Tell/Kantonalbank - Langenthal, Bahnhof (Stadtbus)            |
| 64 | Lotzwil, Unterdorf - Tell/Kantonalbank - Langenthal, Bahnhof - Schoren-Ochsen - Langenthal, Bahnhof - Tell/Kantonalbank - Lotzwil, Unterdorf (Stadtbus) |
| 72 | Biel/Bienne Bahnhof - Meinisberg |
| 73 | Pieterlen - Reuchenette/Péry |
| 74 | Biel/Bienne - Brügg BE - Studen BE - Lyss |
| 75 | Biel/Bienne - Brügg BE - Schwadernau - Orpund |

### Standseilbahn
Seit 2003 gehört die knapp 1,20 km lange meterspurige Standseilbahn der ehemaligen LTB zur asm. Sie verbindet Ligerz mit Prêles auf dem Tessenberg und überwindet eine Höhendifferenz von 383 Metern. Die ursprüngliche Standseilbahn von 1912 wurde aufgrund des hohen Alters durch einen Neubau ersetzt und am 17. Mai 2004 unter dem Namen «vinifuni» wiedereröffnet.

## Film
- Untersteckholz (Kurzfilm, Diplomarbeit Hochschule für Gestaltung und Kunst Zürich, Voltafilm) von Romana Lanfranconi und Markus Heiniger, D 2005